# 8433 Brachyrhynchus
A 8433 Brachyrhynchus (ideiglenes jelöléssel 2561 P-L) a Naprendszer kisbolygóövében található aszteroida. Cornelis Johannes van Houten, Ingrid van Houten-Groeneveld és Tom Gehrels fedezte fel 1960. szeptember 24-én.